# Дослован превод
Дослован превод или буквалан превод представља превод текста који се врши превођењем сваке речи посебно, без обраћања пажње на то како се оне заједно користе у фрази или реченици.
У традуктологији, други израз за „дослован превод” је „метафраза”; а за фразални („смислени”) превод „парафраза”.
Буквално превођење доводи до погрешног превођења идиома, што представља озбиљан проблем код машинског превођења.

## Напомена
1. ↑  Користе се још и термини  директан превод,  непосредан превод и превод реч по реч.